# Munsterman
De Munsterman is een natuurgebied in Beekbergen. Het heeft een oppervlakte van 0,49 vierkante kilometer. In het gebied komen onder andere dassen, reeën en wespendieven voor.
Vroeger was de Munsterman een zandverstuiving. Dit is nu nog te zien aan de zandheuvel de Immenberg en aan de randwal aan de noordkant van het natuurgebied. Deze wal aan de noordkant van de Munsterman beschermde de bouwlanden tegen stuifzand.
In het natuurgebied staan naaldbomen, die zijn geplant in de 19e eeuw.
De Munsterman is niet toegankelijk voor bezoekers.